# Aïcha Dabré
 (décembre 2022).
Aïcha Dabré, née en 1984 à Ouagadougou, est une communicatrice et activiste pour la promotion des droits de la femme au Burkina Faso.

## Biographie

### Enfance et études
Aïcha Dabré nait à Ouagadougou. Elle fait ses études secondaires au lycée municipal Bambata. Après le Baccalauréat D, elle s’inscrit à l’université de Ouagadougou en faculté de Communication. Elle poursuit ses études à la Fondation Universitaire Mercure International de Bruxelles en Belgique pour un DESS en Management des entreprises.  

### Engagements
Experte de l’activité indice de la liberté de la presse 2022, elle est la présidente de l’association des publicitaires associés du Burkina Faso,,,. Aicha Dabré forme et encadre des jeunes étudiants en communication et en journalisme. Elle est la promotrice de la  Journée de l’Entrepreneuriat Féminin au Burkina Faso et l’une des promotrices de l'évènement Celebrities Days qui se tient pendant le Fespaco ,,. 

## Distinctions
- 2021 : Prix « Burkina Mousso Oscars 2021 »[9]

- 2018 : Prix de la femme entreprenante du forum international de la femme

- 2017 : Prix africain du meilleur manager du secteur de la communication et de l’évènement aux prix africaine de l’émergence et du développement (Padev)